# Rosetta Stone (banda)
Rosetta Stone es una banda británica de rock gótico formada a mediados de la década de 1980 por Porl King (guitarra/voz/teclado) y Karl North (bajo), más su  sintetizador apodado "Madame Razor".
La banda fue nombrada debido a la Piedra de Rosetta, un utensilio histórico egipcio, puesto que la banda utilizó mucha imaginería mitológica antigua, especialmente en su proceso de creación más temprana.
Su primer estilo y su primer álbum reflejaron los típicos sonidos del rock gótico de los años ochenta. Su primer gran salto se produjo después de apoyar a la ya establecida banda The Mission. La banda luego pasó a un sonido más electrónico antes de disolverse en el año 1998.
Sin embargo, luego de un periodo de receso de 21 años, el 2019 la banda reaparece con el álbum "Seems Like Forever", el que fue estrenado de la mano de la discografía Cleopatra Records. El 17 de abril de 2019 lanzaron el videoclip "Tomorrow For Us".

## Discografía

### Álbumes de estudio
- An Eye for the Main Chance (1991).
- The Tyranny of Inaction (1995, revisado más tarde que año con normalización).
- Chemical Emissions (1998).
- Unerotica (2000).
- Seems Like Forever (2019, incluye material nuevo y antiguo. Editado por Cleopatra Records).

### Álbumes en vivo
- Under the Rose (1991); re-liberado como CD en 1997).

### Álbumes de recopilación
- Adrenaline (1992, EE. UU. Recopilación exclusiva de singles y remixes).
- On the Side of Angels (1993, Reino Unido. Recopilación exclusiva de singles).
- Foundation Stones (1993, EE. UU. Recopilación exclusiva).
- Epitome (1993 EP. Recopilación de los remixes "Adrenaline" y "The Witch").

### Singles/EPs
- Darkness and Light (1989)
- Leave me for Dead (1991)
- An Eye For the Main Chance (1991)
- Adrenaline (1991)
- The Witch (1992)
- Nothing (1995)
- Hiding in Waiting (1996)
- Tomorrow For Us (2019))

### Demos
- Recreate and Emulate (1988)
- Whispers (1988)
- Chapter and Verse (1988)
- Retribution (1989)
- And How They Rejoice (1989)
- Gender Confusion (1998)

### Álbumes de tributo
- Shout At the Remix: A Tribute a Mötley Crüe (Cleopatra Records, 2000)
- Don't Blow Your Cover: Un Tribute to KMFDM (2000)
- A Tribute to Tool (Cleopatra Records, 2002)[3]
- We Will Follow: A Tribute to U2 (Cleopatra Records, 1999)